# Bonghwa
Bonghwa är en landskommun (gun) i den sydkoreanska provinsen Norra Gyeongsang. Folkmängden var 33 120 invånare i juli 2018.
Den består av centralorten Bonghwa-eup och socknarna Beopjeon-myeon, Bongseong-myeon, Chunyang-myeon, Jaesan-myeon, Murya-myeon, Myeongho-myeon, Sangun-myeon, Seokpo-myeon och Socheon-myeon.

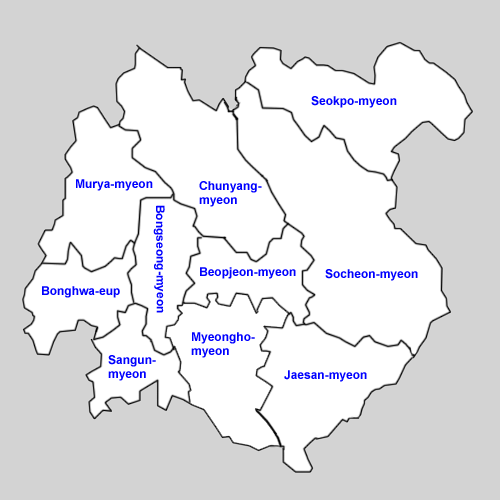
Bonghwas indelning